# Image and Scanner Interface Specification
Image and Scanner Interface Specification (ISIS) は、業界標準のイメージスキャンドライバー技術。1991年にPixel Translationsによって開発された。Cornerstone Imaging、Input Software、ActionPoint、Captiva、EMC、Dell EMCを経て、現在は2017年1月にDell EMCのEnterprise Content Divisionを買収したOpenTextが管理している。
ISISはイメージスキャナを制御し、アプリケーションでイメージ処理を行うためのフレームワークである。AIIM MS61標準として認証されたオープンな規格であり、400以上のイメージスキャナと多くのアプリケーションによってサポートされている。
ISISドライバー開発には、OpenTextが提供するPixToolが必要である。